# 最上徳内
最上 徳内（もがみ とくない、宝暦4年〈1754年〉- 天保7年9月5日〈1836年10月14日〉）は、江戸時代中期から後期にかけての探検家・江戸幕府普請役。出羽国村山郡楯岡村（現在の山形県村山市楯岡）出身。元の姓は高宮（たかみや、略して高〈こう〉とも）。諱は常矩（つねのり）。幼名は元吉。通称は徳内、億内。字は子員。鶯谷、甑山、白虹斎と称していた。父は間兵衛、妻はふで（秀子）、子女はニ男三女。生年は宝暦5年（1755年）との説もある。
実家は貧しい農家だったが、長男であるにもかかわらず家業を弟たちに任せ学問を志し、奉公の身の上になり奉公先で学問を積んだ後、師の代理として下人扱いで幕府の蝦夷地（北海道）調査に随行した。後に商家の婿となり、さらに幕府政争と蝦夷地情勢の不安定から、一旦は罪人として入牢しながらも、その抜群の体験と能力によって、のちに蝦夷地の専門家として取り立てられ幕臣となった。蝦夷地に渡ること9回で、当時随一の「蝦夷通」として知られ、身分差別に厳しい江戸時代には異例ともいえる立身出世を果たした人物である。シーボルトが最も信頼を寄せていた日本人ともいわれ、その知識は世界的なものにまでなったといわれる。

## 経歴

### 北方探検
家業を手伝い、奥州各地をまわりたばこの行商などをしつつ独学で学ぶ。26歳の時、父が死去し、翌天明元年（1781年）には江戸へ出る。幕府の医官山田図南の家僕となった。奉公しつつ医術や数学を学び、29歳の時、天明4年（1784年）には本多利明の音羽塾に入門し、天文学や測量、海外事情にも明るい利明の経済論などを学ぶ。長崎への算術修行も行っている。
幕府ではロシアの北方進出（南下）に対する備えや、蝦夷地交易などを目的に老中の田沼意次らが蝦夷地（北海道）開発を企画し、北方探索が行われていた。天明5年（1785年）には師の本多利明が蝦夷地調査団の東蝦夷地検分隊への随行を許されるが、利明は病のため徳内を代役に推薦し、山口鉄五郎隊に人夫として属する。蝦夷地では青島俊蔵らと共に釧路から厚岸、根室まで探索、地理やアイヌの生活や風俗などを調査する。千島、樺太あたりまで探検、アイヌの首長イコトイに案内されて国後島北端にも渡った。
徳内は蝦夷地での活躍を認められ、松前で越冬して翌天明6年（1786年）には単身で再び国後島へ渡り、イコトイらとともに択捉島、得撫島へも渡る。択捉島では交易のため滞在していたロシア人とも接触、ロシア人の択捉島在住を確認し、アイヌを仲介に彼らと交友してロシア事情を学んだ。徳内はロシア人からの情報を『蝦夷草紙』としてまとめ、幕府に蝦夷地の重要性を訴えた。徳内は、北方探索の功労者として評価された一方、場所請負制などを行っていた松前藩には危険人物として警戒された。
同年に江戸城では10代将軍・徳川家治が死去、反田沼派が台頭して田沼意次は失脚、田沼派は排斥された。松平定信が老中となって寛政の改革を始め、蝦夷地開発は中止となった。徳内と青島はお役御免となって江戸へ帰還した。しかし、徳内は天明7年（1787年）に再び蝦夷へ渡り、松前藩菩提寺の法幢寺に住み込みで入門するが、正体が発覚して蝦夷地を追放される。徳内は陸奥国野辺地で知り合った船頭の新七を頼り再び渡海を試みるが失敗、新七に招かれて陸奥国上北郡野辺地に住み、天明8年（1788年）には酒造や廻船業を営む商家の島谷屋の婿となった。
寛政元年（1789年）、蝦夷地において、商取引や労働環境に不満を持ったアイヌが蜂起するクナシリ・メナシの戦いが起こり、事態を知った徳内は江戸の青島へ知らせた。再起用されて、真相調査のため派遣された青島は徳内を同行させ、徳内3度目の蝦夷地上陸となった。蝦夷地ではアイヌの騒動は収まっており、徳内らは宗谷など西蝦夷地（日本海岸およびオホーツク海岸）方面から東蝦夷地（太平洋岸）方面を廻り調査。東蝦夷地探検では近藤重蔵に同行した。江戸へ戻った青島は調査書を提出するが、幕府は青島らの蝦夷地における職務を離れた行動やアイヌとの交流を問題視し、青島は背任を疑われ、徳内とともに入牢した。青島は遠島を申し渡されたがその前に牢内で病死した。冤罪と称されるべき獄死であった。徳内も病に冒されるが、身分の低いことが幸いし、師の利明らの運動もあって、寛政2年（1790年）には奇跡的に無罪となって釈放された。
寛政2年、徳内は江戸幕府普請役に抜擢され、幕府が松前藩に命じていたアイヌの待遇改善が行われているか実情を探るため、蝦夷地に派遣された。4度目の蝦夷上陸では、国後島、択捉島から得撫島北端まで行き、各地を調査した。交易状況を視察し、量秤の統一などを指示、アイヌに対して作物の栽培法などを指導し、厚岸に神明社を奉納して教化も試みた。また、このときロシアが日本人漂流民を送還するために渡航するという噂を得ている。
寛政4年（1792年）には樺太調査を命じられ、5度目の蝦夷上陸を果たす。樺太の地理的調査などをおこない、鎖国の国法に接する松前藩のロシア、満州との密貿易や、アイヌへの弾圧も察知する。10月には松前へ戻るが、この年に、伊勢国出身の船頭である大黒屋光太夫ら日本人漂流民一行の返還のため、ロシア使節のアダム・ラクスマンが根室へ来航し、滞在を延期して越冬した。翌年には江戸へ戻る。
寛政5年（1793年）には、河川を通行する川船に対して課税する深川の川船役所への出仕を命じられる。徳内は関東地方の河川を調査して水系地図を作成し、効率化に務める。のちに山林御用に命じられる。
寛政10年（1798年）には老中の戸田氏教が大規模な蝦夷調査を立案し、徳内は7度目の蝦夷上陸となる。幕臣の近藤重蔵の配下として、択捉島に領有宣言を意味する「大日本恵登呂府」の標柱を立てる。また、道路掛に任じられ、日高山脈を切り開く新道を普請した。このときに見分隊の総裁・松平忠明と意見が衝突し、免職された。江戸へ戻った徳内は忠明の失策を意見書として提出、忠明に対して辞表を提出するが、忠明はこれを受け取らず公職のままとなった。
文化元年（1804年）まで再び山林御用を務め、この間に著述活動も行う。文化2年（1805年）には遠山景晋のもとで8度目の蝦夷上陸を果たす。翌文化3年（1806年）には三陸海岸を調査。文化5年（1808年）2月徳内は樺太詰を命ぜられ、4月に宗谷から渡樺した。白主（シラヌシ、本斗郡好仁村白主）から東の亜庭湾方面に向かい、久春古丹（クシュンコタン、大泊郡大泊町）に上陸する。その後、樺太警固の会津藩兵約800名も渡樺してきた。6月に久春古丹（大泊）を発ち能登呂半島の東海岸沿いに南下し、樺太最南端の西能登呂岬を回って西岸を北上し富内（トンナイ、真岡郡蘭泊村）に上陸した。その後、白主にて山丹舟を目撃した。7月には南に向かう会津藩兵の一行と共に樺太を離れた。

### 晩年

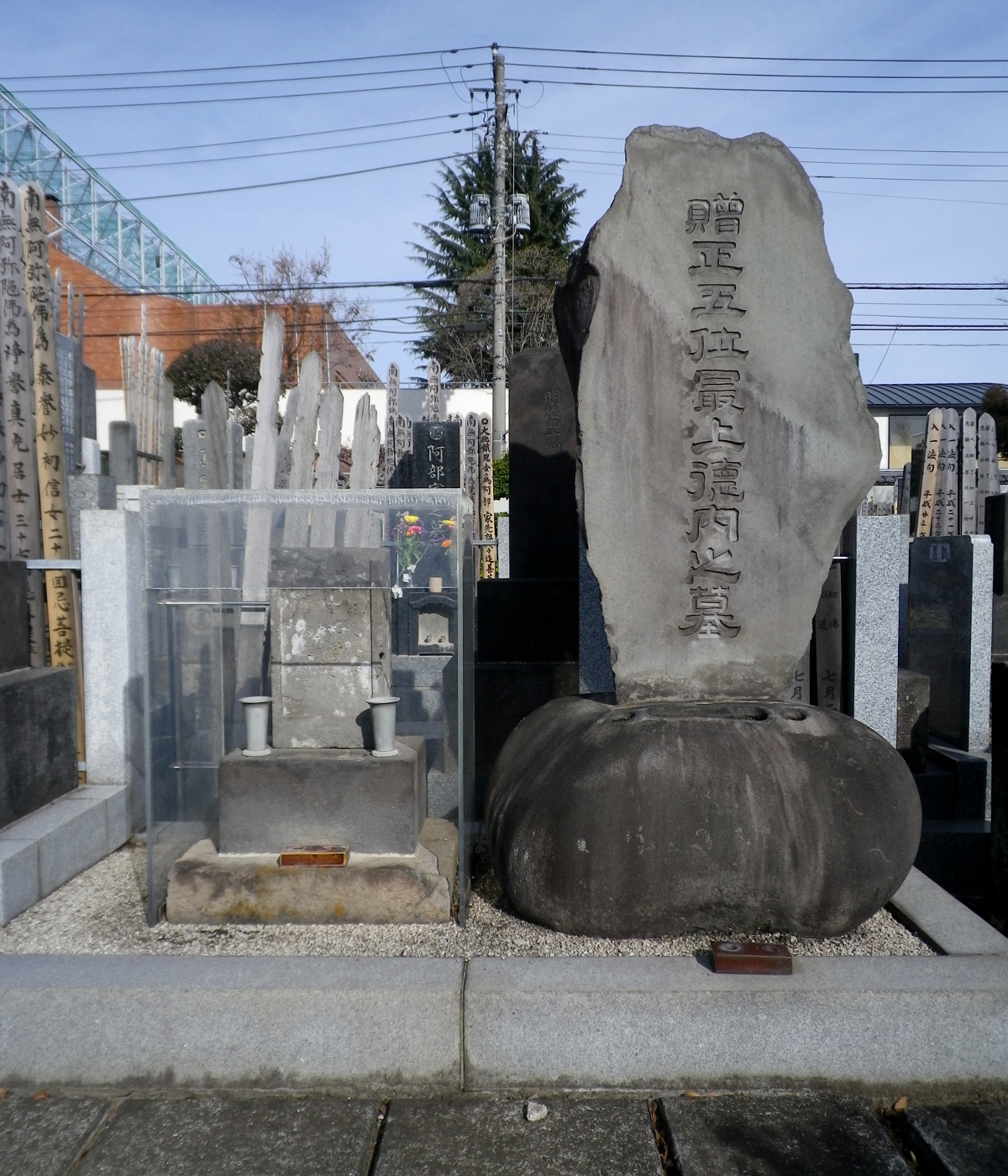
東京都文京区の蓮光寺にある徳内の墓

文政6年（1823年）に長崎へ来日したドイツ人医師シーボルトは文政9年（1826年）に江戸へ参府する。徳内はシーボルトを訪問し、何度か会見して意見交換した。学術や北方事情などを話題に対談し、間宮林蔵が調査した樺太の地図を与えたほか、アイヌ語辞典の編纂を始め日本研究に熱心なシーボルトに協力する。シーボルトの『江戸参府紀行』によると、徳内がサガレン（樺太）に滞在した時に105人中53人が寒冷の影響で死亡したが、徳内は大量の昆布を食べることで、すこぶる健康であったとされる。1828年（文政11年）にシーボルトが帰国する際に国禁の日本地図持ち出しが発覚し、シーボルト事件に至るが、徳内は追及を免れている。
晩年は江戸の浅草に住み、天保7年（1836年）に死去、享年82、あるいは83。墓所は東京都文京区の蓮光寺である。

### 人物・著書
蝦夷地問題のエキスパートであった最上徳内は、数学・測量に通じ、アイヌ語・ロシア語を学んでいた。著書の『蝦夷草紙』は日本人の北方知識を豊かにした著作のひとつであり、シーボルトを通じて世界に広がった。『渡島筆記』ではアイヌの生活や風俗を記し、彼らは「えぞ」と呼ばれることを嫌い、「あいの」と呼ぶよう求めたこと、また、アイヌ社会では飲酒は儀式にともなう場に限られ、その礼式が厳格だったことなども伝えている。世界初のアイヌ語辞書となる『蝦夷方言藻汐草』の編纂にかかわった。
シーボルトが最も信頼を寄せていた日本人だといわれている。また、国学者の平田篤胤とは終生親交を重ねており、篤胤の異文化理解にあたえた影響はきわめて大きかった。
明治44年（1911年）、正五位を追贈された。

## 最上徳内記念館
山形県村山市中央一丁目に最上徳内記念館があり、最上徳内の書物や測量器などが展示されている。

## 最上徳内を描いた作品
- みなもと太郎『風雲児たち』
- 司馬遼太郎『菜の花の沖』
- 荒俣宏『帝都幻談』
- 宇江佐真理『たば風 蝦夷拾遺』
- 西條奈加『六つの村を越えて髭をなびかせる者』